# Mentalność kraba

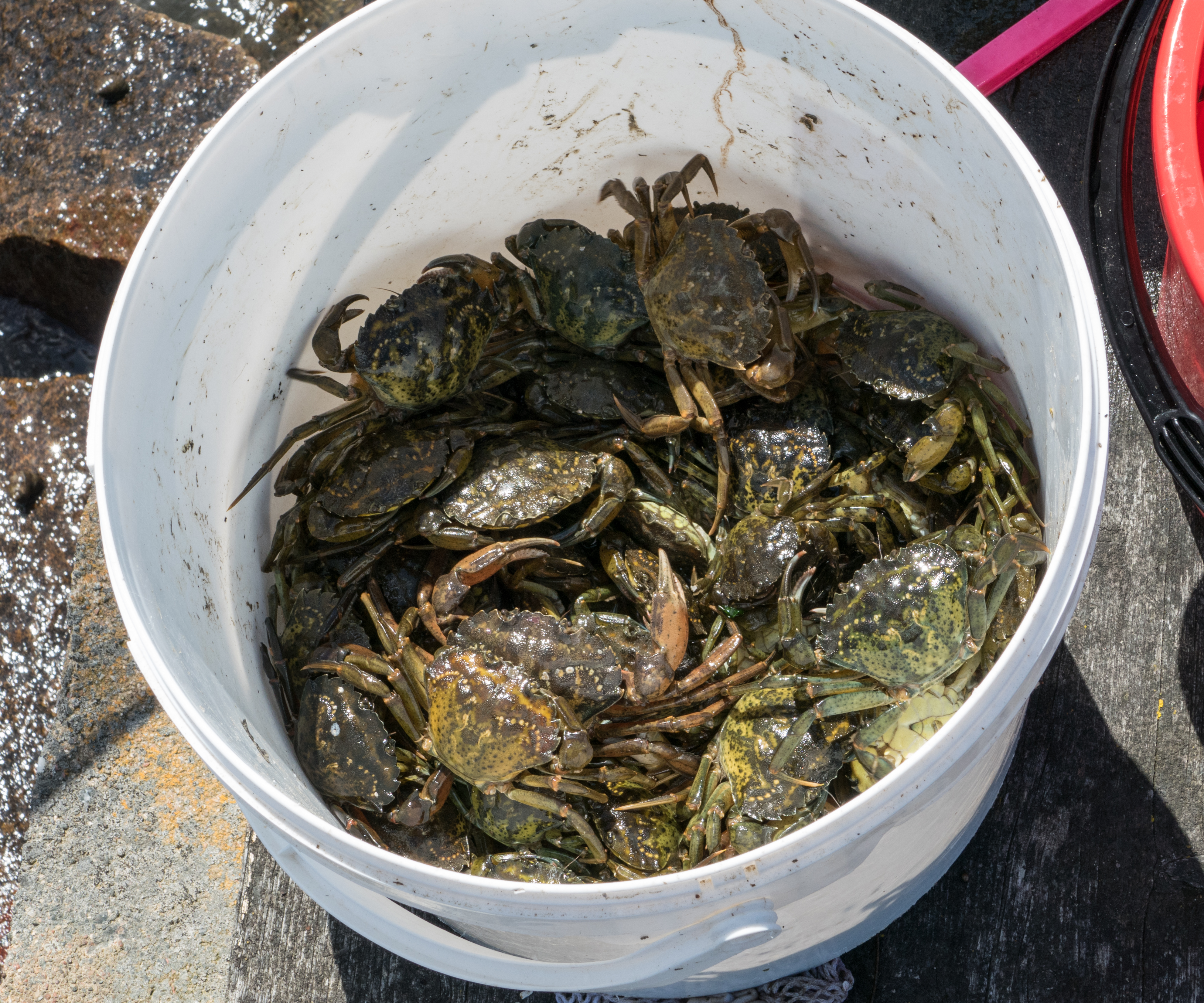
Żywe kraby w wiadrze

Mentalność kraba – sposób myślenia według reguły „Jeśli ja tego nie mogę, to ty również nie możesz”. Metafora została zaczerpnięta od zachowania zauważonego wśród krabów uwięzionych w koszu lub wiadrze. Każdy z nich mógłby samodzielnie uciec, jednakże każda próba ucieczki jest utrudniana przez pozostałe osobniki. Skutkiem takiego zachowania jest niepowodzenie, a w efekcie – śmierć całej grupy.
W psychologii stosuje się tę interpretację zachowania zwierząt jako analogiczny obraz grupy ludzi, której członkowie próbują zmniejszyć pewność siebie każdego członka, który osiąga większy sukces niż inni, z zawiści, urazy, złośliwości, spisku lub współzawodnictwa, aby zatrzymać swój postęp. Zachowanie tego wzorca może się także wiązać ze strachem przed zmianami wprowadzanymi przez wysuwające się przed szereg jednostki.
Choć zdarza się, że kraby prezentują opisane zachowanie, nie ma dowodów na to, że stosują świadomy sabotaż. Mechanizm wiąże się raczej z próbą ucieczki, czego skutkiem ubocznym jest nieświadome utrudnianie jej innym osobnikom.

## Wpływ na zachowanie ludzkie
Mentalność kraba w ujęciu behawiorystycznym dotyczy również ludzi, ponieważ zachowują się podobnie jak kraby w kontekście zachowań społecznych. Wpływ zachowania krabów na wyniki został zaobserwowany w badaniu przeprowadzonym w Nowej Zelandii w 2015 roku, które wykazało poprawę wyników egzaminu nawet o 18% u studentów, gdy ich oceny zostały zgłoszone w sposób uniemożliwiający innym wgląd w ich pozycję w opublikowanych rankingach.